# 山岡景佐
山岡 景佐（やまおか かげすけ）は、戦国時代から安土桃山時代にかけての武将。

## 生涯
享禄4年（1531年）、山岡景之の次男として誕生。当初は六角氏に仕えたが、永禄11年（1568年）頃に織田信長が上洛を果たすと降伏。弟・景猶と共に信長配下の明智光秀に属し、元亀3年（1572年）降伏した松永久秀に代わり多聞山城の城番や、天正4年（1576年）4月の本願寺攻めに参加した。
光秀の丹波国平定には参加しておらず、この頃は信長や佐久間信盛の下で茶会に参加した記録（『宗及記』）が多く見られることから、兄・景隆と同じく佐久間信盛の与力に属したか、信長の直臣となったと考えられる。以後、天正7年（1579年）の有岡城攻め、天正9年（1581年）の伊賀国攻めなどに従軍。天正10年（1582年）、信長最後の上洛の際には蒲生賢秀と共に、安土城二の丸の番衆を務めた。
天正10年（1582年）6月、本能寺の変で信長が死去すると、光秀からの勧誘を受けるが、兄・景隆と共に光秀に対し抵抗姿勢を示す。また徳川家康の伊賀越えを助けたともいわれる。以後、羽柴秀吉に属して伊勢国へ出陣したが、天正11年（1583年）の賤ヶ岳の戦い後、柴田勝家に内応したとの嫌疑をかけられ、兄と共に改易された。その後、徳川氏の家臣となった。
天正17年（1589年）1月に駿府にて死去。享年59。